# 레바논시다
레바논시다(학명: Cedrus libani)는 지중해 연안 지역의 산지에 자생하는 소나무과 개잎갈나무속의 상록 침엽수로, 최대 40m까지 자라는 대형 수목이다. 중동 지역에서는 실용적인 쓰임새뿐만 아니라 문화적으로도 중요하게 여겨지는 식물이다. 향백나무, 백향목(栢香木), 레바논삼나무, 레바논개잎갈나무 등으로도 불린다. 역사적으로는 나뭇결이 아름답고 색향이 수려할 뿐 아니라 단단하고 오래가며 병충해에 강하여 목재로 쓰였으며, 그 밖에도 견과와 기름을 얻기도 했다. 현재는 레바논의 국수(國樹)이며, 공원이나 정원에서 장식수나 가로수로 널리 사용된다. 레바논의 국기에 그려져 있다. 서식지 각처에서 자연 훼손이 일어나 숫자가 크게 줄어 국가적으로 보호받고 있다.
레바논시다는 두 종류의 아종으로 분류된다:
- 레바논시다(Cedrus libani subsp. libani) - 레바논, 팔레스타인, 이스라엘, 요르단 북서부, 서부 시리아, 터키의 중남부에 분포한다.
- Cedrus libani subsp. stenocoma) - 터키의 남서부 산지에 분포한다.